# 林畔圣斯特凡
林畔圣斯特凡是奥地利上奥地利州罗尔巴赫县的一个市镇。总面积16平方公里，总人口864人，人口密度54.0人/平方公里（2005年）。